# Fenomeno lunare transiente

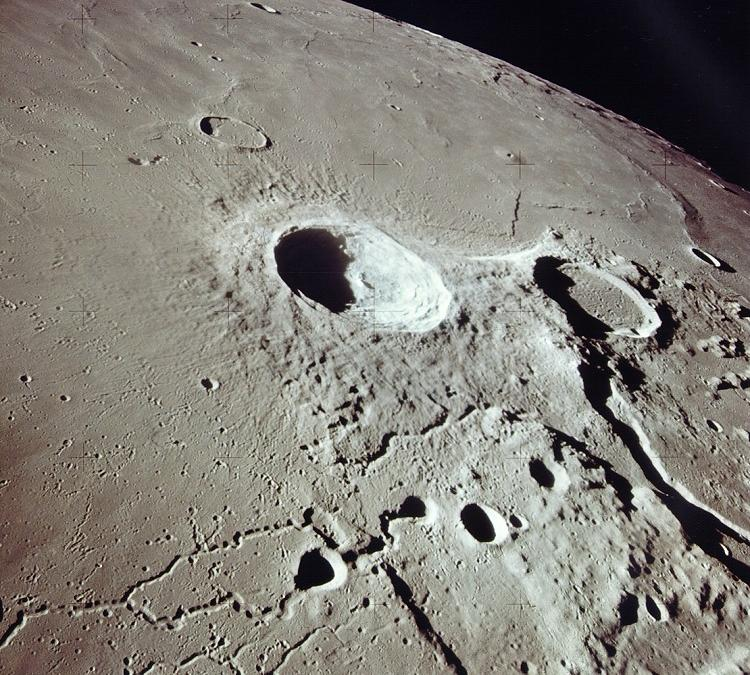
Cratere Aristarchus dove sono avvenuti molti avvistamenti

Un fenomeno lunare transiente (transient lunar phenomenon - TLP) è un controverso tipo di eventi osservati a volte sulla superficie lunare, che si può manifestare come un temporaneo cambiamento di colore o di luce della superficie.
Questi eventi sono stati osservati da circa un millennio, alcuni dei quali riferiti da molti testimoni o da scienziati rispettabili. Tuttavia, la maggior parte dei fenomeni non sono riproducibili e non hanno alcun controllo sperimentale che potrebbe dare una spiegazione scientifica. In alcune riviste scientifiche è stato pubblicato qualche articolo riguardante questi fenomeni ma la comunità scientifica, a torto o a ragione, ha raramente discusso queste osservazioni. Sono state fornite alcune ipotesi, come la fuoriuscita di gas sotterranei o la formazione di crateri da impatto, ma la maggior parte degli scienziati sostiene che gli eventi citati nelle ipotesi dovrebbero avvenire in tempi geologici.

## Descrizione dei fenomeni
Gli eventi che sono stati osservati variano da nebbie localizzate a cambiamenti permanenti del panorama lunare. Cameron li classifica in:
1. gassosi, incluse nebbie e foschie
2. colorazioni rossicce
3. colorazioni verdi, blu o violette
4. illuminazioni
5. oscurazioni

Esistono due vasti cataloghi di fenomeni lunari transienti, il più recente dei quali conta 2254 eventi il più antico dei quali risale al sesto secolo. Tra gli eventi maggiormente affidabili, quasi un terzo è stato localizzato nei pressi del cratere Aristarchus.

## Eventi più importanti

### Rapidi cambiamenti di albedo
Particolari della superficie lunare subiscono veloci cambiamenti di luminosità che durano da qualche minuto a qualche ora con pulsazioni di qualche secondo.

### Zone della superficie vengono oscurate
Alcune zone della Luna subiscono un oscuramento o assumono un aspetto nebbioso, mentre le zone circostanti rimangono inalterate, gradatamente la parte oscurata si espande e col passare del tempo la superficie riprende il suo aspetto normale.

### Colori
Un altro aspetto è quello della assunzione di una colorazione rossastra o bluastra. Il cratere Aristarchus è soggetto a ciò con una certa frequenza.

### Lampi di luce
È un evento alquanto raro e dura solamente qualche frazione di secondo.
Arlin Crotts è uno dei maggiori studiosi del fenomeno. Assieme ai suoi collaboratori tiene monitorato il suolo lunare con telecamere di ripresa a bassa risoluzione ed elevata velocità di acquisizione, ed un'altra con una risoluzione più elevata, presso l'osservatorio di Cerro Tololo in Cile.

## Cronologia degli avvistamenti

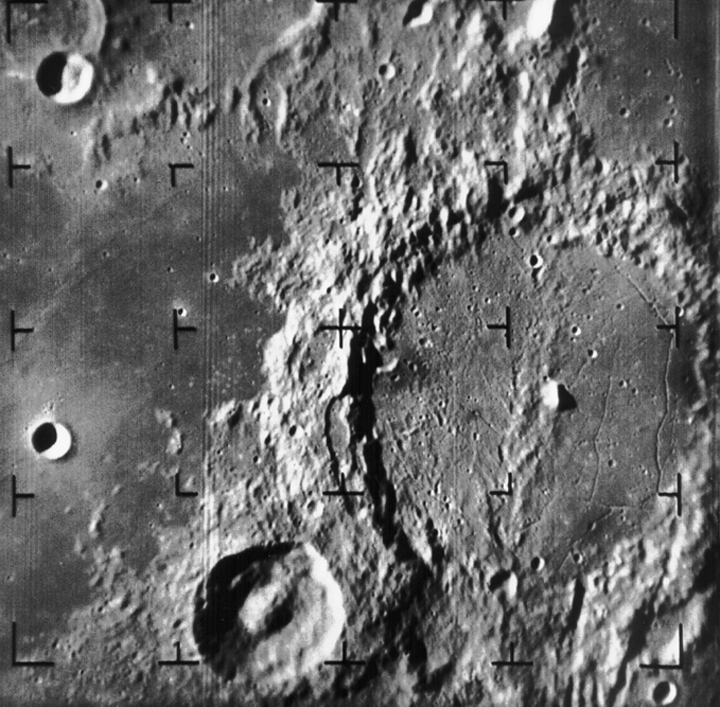
Cratere Alphonsus

I seguenti sono alcuni tra i più famosi avvistamenti storici:
- Il 18 giugno 1178 almeno cinque monaci di Canterbury riferirono uno strano evento lunare subito dopo l'alba.

 Nel 1976 Jack Hartung ipotizzò che i monaci videro all'epoca la formazione del cratere Giordano Bruno.
- Durante la notte del 19 aprile 1787 il famoso astronomo inglese William Herschel notò tre macchie rosse nella parte in ombra della Luna[6]. Informò il re Giorgio III e gli altri astronomi di questo fenomeno, attribuendo la causa a vulcani in eruzione e riferì che la luminosità del più brillante era tre volte la luminosità della cometa che aveva scoperto il 10 aprile. Le sue osservazioni furono effettuate durante un'aurora boreale su Padova[7]. L'aurora a così basse latitudini è un fenomeno rarissimo e le sue osservazioni furono compiute qualche giorno prima del massimo dell'attività solare del maggio 1787.
- Nel 1866 l'osservatore e cartografo lunare Johann Friedrich Julius Schmidt dichiarò che il cratere Linné aveva mutato il suo aspetto. In base ai suoi disegni tracciati dal 1841 al 1843 e da quelli di Johann Hieronymus Schröter affermò che "durante l'illuminazione obliqua fu completamente invisibile"[8], mentre ad angoli di illuminazione più alti era visibile come un punto luminoso. Dopo ripetute osservazioni affermò in seguito che: "Linné non può essere visto come un cratere di tipo normale sotto qualunque illuminazione" e che "era avvenuta qualche modifica locale". Al giorno d'oggi il cratere Linné può essere osservato come un normale cratere recente con un diametro di circa 2,4 km.
- Il 2 novembre 1958 l'astronomo russo Nikolai A. Kozyrev osservò per mezz'ora una "eruzione" nei pressi del picco centrale del cratere Alphonsus utilizzando un telescopio riflettore da 48 pollici equipaggiato con uno spettrometro. Durante questo periodo lo spettro ottenuto mostrò delle linee di emissione dovute a molecole di C2 e C3[9]. Mentre stava rilevando un secondo spettrogramma notò "un notevole incremento nella luminosità della regione centrale e uno strano colore bianco". Dopo "improvvisamente la luminosità iniziò a decrescere" e lo spettro tornò normale.
- Il 29 ottobre 1963 James A. Greenacre ed Edward Barr, due cartografi dell'Aeronautical Chart and Information Center[10] registrarono manualmente colorazioni rosso brillante, arancioni e rosa nel lato sudovest di una collina a sudest della Vallis Schröteri chiamata Testa del Cobra e nel bordo sudoccidentale interno del cratere Aristarchus[11]. Questo evento causò un notevole cambiamento nell'atteggiamento verso le osservazioni di fenomeni lunari transienti. Secondo lo scrittore Willy Ley[12] "La prima reazione nei circoli professionali fu naturalmente di sorpresa, seguita da scuse verso il grande astronomo del passato William Herschel". Una notazione di Winifred Sawtell Cameron afferma[13]: " e le altre osservazioni di novembre avviarono il moderno interesse e le osservazioni della Luna". La credibilità di queste scoperte derivò dalla fama di cartografo impeccabile di Greenacre. È interessante notare che questo enorme cambiamento di atteggiamento è stato provocato dalle reputazioni di cartografi e non dall'acquisizione di prove fotografiche.
- Nella notte tra l'1 e il 2 novembre 1963, pochi giorni dopo l'ultimo avvistamento, nell'osservatorio del Pic du Midi situato nei Pirenei francesi, Zdenek Kopal[14] e Thomas Rackham[15] ripresero la prima fotografia di una "luminescenza su una vasta area lunare"[16]. L'articolo nella rivista Scientific American lo trasformò nell'evento transiente lunare maggiormente pubblicizzato[17] Kopal, come altri, supposero che la causa di un tale fenomeno potessero essere particelle solari ad alta energia[18].
- Nel 1992 Audouin Dollfus dell'Observatoire de Paris riferì delle caratteristiche anomale presenti sul fondo del cratere Langrenus osservate tramite il telescopio da un metro. Mentre le osservazioni nella notte del 29 dicembre 1992 furono normali, nella notte successiva vennero registrate degli alti coefficienti di albedo e dei fenomeni di polarizzazione[19]. Dopo tre giorni ulteriori osservazioni mostrarono delle anomalie simili ma più piccole, nelle vicinanze. Le condizioni di visibilità erano quasi spettacolari, quindi le osservazioni non furono attribuire ad una riflessione speculare della luce solare. L'ipotesi principale consiste nella riflessione della luce da parte di nuvole di particelle generate da una fuoriuscita di gas dal fondo del cratere, che presenta delle fratture.

## Spiegazioni
Le spiegazioni per i fenomeni lunari transienti possono essere suddivise in quattro tipi:
- fuoriuscita di gas (outgassing)
- impatti
- fenomeni elettrostatici
- condizioni di osservazioni sfavorevoli

### Fuoriuscita di gas
Alcuni fenomeni lunari transienti potrebbero essere causati da fughe di gas da cavità sotterranee. Molti eventi di questo tipo potrebbero mostrare una distinta colorazione rossastra, mentre altri sono apparsi come nubi bianche o nebbie indistinte. La maggioranza dei fenomeni transienti sono stati avvistati in crateri il cui fondo è fratturato, ai bordi dei mari lunari o in altri luoghi che sono connessi dai geologi ad attività vulcanica. Tuttavia, questi luoghi sono anche quelli che catturano maggiormente l'attenzione degli astronomi, quindi la loro connessione con i fenomeni lunari transienti potrebbe essere influenzata.
I dati dello spettrometro a particelle alfa del Lunar Prospector sono a favore di questa ipotesi, indicando una recente fuoriuscita di radon dalla superficie. In particolare, questi dati confermerebbero che le fuoriuscite di radon sarebbero avvenute in prossimità dei crateri Aristarchus e Kepler. Queste osservazioni potrebbero essere spiegate con la diffusione lenta e impercettibile di gas dalla superficie oppure in eventi improvvisi. In supporto a questa ipotesi, è stato suggerito che una regione con diametro di 3 km sarebbe stata modificata dalla fuoriuscita di gas, tuttavia è stato stimato che l'evento è accaduto un milione di anni fa. Tali fenomeni sarebbero quindi rari.

### Impatti
Gli eventi da impatto avvengono in continuazione sulla superficie lunare. Gli eventi più comuni sono quelli associati con le micrometeoriti, che colpiscono la Luna durante gli sciami meteorici. I lampi connessi a questo tipo di impatto sono stati osservati simultaneamente da diverse osservazioni a Terra. Inoltre, dall'impatto della sonda ESA SMART-1 sono state osservate nuvole di materiali che sono state generate dallo scontro. Gli impatti possono lasciare dei segni sulla superficie, e possono essere rilevati ed analizzati attraverso fotografie a risoluzione sufficientemente elevata scattate prima e dopo l'evento. Non sono state rilevate formazioni di crateri da impatto dal periodo del programma Apollo fino alla missione Clementine (risoluzione 100 m) e la più recente SMART-1 (risoluzione 50 m).

### Fenomeni elettrostatici
È stato supposto che gli effetti relativi alla carica e la scarica elettrostatica potrebbero spiegare alcuni fenomeni lunari transienti. È possibile che gli effetti elettrodinamici generati dalla fratturazione di materiali vicini alla superficie possano caricare dei gas eventualmente presenti. Se questo evento avviene nelle vicinanze della superficie, la successiva scarica dei gas potrebbe dare luogo a fenomeni visibili dalla Terra. In alternativa, anche il caricamento di particelle tramite l'effetto triboelettrico potrebbe dare luogo a scariche elettrostatiche. Infine un altro effetto osservabile dalla Terra potrebbe essere la levitazione elettrostatica della polvere nelle zone vicine al terminatore.

### Condizioni di osservazione sfavorevoli

Effetti dell'atmosfera terrestre (seeing) sull'osservazione del cratere lunare Clavius. Animazione di 8 fotogrammi tratti da un video

È possibile che alcuni fenomeni transienti lunari potrebbero essere connessi con condizioni di osservazioni sfavorevoli. Ad esempio, alcuni fenomeni che sono stati osservati erano relativi a oggetti di dimensioni vicine alla risoluzione dei telescopi che erano stati utilizzati. L'atmosfera terrestre inoltre può generare delle distorsioni temporanee significative. Altre spiegazioni che non sono connesse con la Luna includono l'avvistamento di satelliti artificiali in orbita e meteore.

## Sono reali?
La maggior parte delle osservazioni di fenomeni lunari transienti viene effettuata da un singolo osservatore e/o in un singolo luogo. La moltitudine di osservazioni riportate di questi fenomeni in punti specifici della Luna potrebbero essere considerate una prova per la loro esistenza. Tuttavia in assenza di osservazioni multiple da diverse posizioni sulla Terra di uno stesso evento, si dovrebbero considerare le osservazioni con cautela. Una possibile ipotesi per la maggior parte di questi fenomeni potrebbe essere causata dall'atmosfera terrestre. Se un evento venisse osservato da due luoghi diversi della Terra allo stesso istante, allora si potrebbe concludere la sua origine non-atmosferica.
Un tentativo in questo senso è stato compiuto durante la missione Clementine da un network di astronomi amatoriali. Furono osservati diversi eventi, tra cui quattro supportati da fotografie riprese dalla sonda. Tuttavia, analisi attente delle immagini non hanno mostrato differenze nei siti di osservazione. Questo fatto non significa che le osservazioni erano errate, siccome eventi di fuoriuscita di gas sulla superficie lunare potrebbero non lasciare tracce visibili, ma non incoraggia l'autenticità degli eventi.
Attualmente l'Association of Lunar and Planetary Observers e la British Astronomical Association stanno coordinando un programma di riosservazione dei siti interessati in passato da fenomeni lunari transienti, in modo da documentare l'aspetto di queste zone mentre hanno la stessa illuminazione e nelle stesse condizioni di librazione lunare. Si potrebbero in questo modo individuare eventuali interpretazioni errate di quello che un osservatore potrebbe interpretare come un'anomalia. Inoltre, con le immagini digitali è possibile simulare la dispersione atmosferica, il seeing e la diffusione della luce in modo da determinare se questi effetti possono spiegare alcune osservazioni.